# Campeonato Paranaense de Futebol Feminino de 2021
O Campeonato Paranaense Feminino de 2021 foi a vigésima segunda edição deste evento esportivo, principal torneio estadual de futebol feminino organizado pela Federação Paranaense de Futebol (FPF).
O campeonato começou a ser disputado no dia 19 de setembro e terminou em 24 de outubro. O título desta edição ficou com o Athletico Paranaense, que se sagrou campeão pela segunda vez após vencer o triangular com dez pontos, seis a mais do que o segundo colocado, o Toledo.

## Formato e participantes
O Campeonato Paranaense Feminino de 2021 foi disputado por três agremiações no formato de pontos corridos: nesta, os participantes se enfrentaram em turno e returno. Após seis rodadas, o clube melhor colocado foi declarado campeão do certame. As três agremiações que participaram desta edição foram:
| Equipe               | Cidade   | Títulos  |
| -------------------- | -------- | -------- |
| Athletico Paranaense | Curitiba | 1 (2020) |
| Imperial             | Curitiba | —        |
| Toledo               | Toledo   | —        |

## Resultados
Os resultados das partidas da competição estão apresentados no chaveamento abaixo. O Athletico Paranaense obteve o melhor desempenho entre os participantes e foi declarado campeão do certame. O Toledo ficou com o vice-campeonato, e garantiu o direito de disputar a Série A3 do Campeonato Brasileiro Feminino de 2022, pois o Athletico já estava entre as duas primeiras divisões nacionais.